# Katedra fyziky povrchů a plazmatu Matematicko-fyzikální fakulty Univerzity Karlovy
Katedra fyziky povrchů a plazmatu (KFPP) Matematicko-fyzikální fakulty Univerzity Karlovy (MFF UK) získala své současné jméno až roku 2006, kdy, vzhledem k již značnému posunu těžiště vědecké práce své předchůdkyně (Katedra elektroniky a vakuové fyziky — KEVF, 1959–2006), bylo třeba katedru přejmenovat. Ovšem původní název byl ještě jiný a to Katedra vysoké frekvence a vakuové techniky — ta vznikla v období 1953/54 rozdělením Katedry fyziky, tehdy čerstvě vzniklé Matematicko-fyzikální fakulty Univerzity Karlovy (MFF UK), na tři katedry. V čele nové katedry tehdy stanul prof. Vilém Kunzl, který odborné zaměření pracoviště rozšířil o fyziku nízkých tlaků. Původní sídlo katedry bylo na Karlově odkud se přestěhovala do areálu univerzitního kampusu v Troji hned po jeho dostavbě. KFPP tak patří mezi nejstarší a v současnosti také mezi největší fyzikální katedry MFF UK.

## Vnitřní členění & odborné zaměření
- Skupina fyziky plazmatu a modelování — zaměřená především na široké pole studia nízkoteplotního plazmatu z hlediska základních procesů a transportních jevů s důrazem na diagnostické metody a aplikace. Věnuje se však i diagnostickým metodám horkého plazmatu (pro využití zejména v tokamacích) a studiu elementárních procesů astrochemie.
- Skupina fyziky povrchů — se věnuje studiu povrchových vlastností pevných látek, což jsou podstatné informace pro rozvoj moderních technologií v mnoha oblastech přípravy nových materiálů.
- Skupina fyziky tenkých vrstev — se zabývá výzkumem důležitým pro rozvoj nanotechnologií — experimentálním a teoretickým studiem procesů při růstu uspořádaných nanostruktur na površích polovodičů na základě přímého pozorování procesů s atomárním rozlišením technikou STM.
- Skupina kosmické fyziky — je orientovaná na experimentální výzkum kosmického prostoru v okolí Země, kde rozvíjí nové měřicí metody a zkoumá vztahy Slunce–Země. Vyvíjí se zde mimo jiné i přístroje pro družice (z posledních např. monitor slunečního větru na družici Spektr-R). Současně se věnuje laboratorním simulacím kosmických podmínek a studiu dílčích procesů spojených s výskytem prachových zrn ve vesmíru.
- Skupina vakuové fyziky — se zaměřuje na výzkum povrchových a objemových procesů ve vakuových systémech a zabývá se problematikou metrologie nízkých tlaků. Nachází se zde jeden z národních etalonů vakua.
- Skupina nanomateriálů — se zabývá výzkumem nanostrukturních povrchů pevných látek a následným aplikovaným vývojem funkčních materiálů, s důrazem  na studium katalyzátorů a vývoj palivových článků. Skupina zároveň poskytuje otevřený přístup ke svým vědeckým zařízením jako součást evropské infrastruktury pro výzkum materiálů CERIC-ERIC.

## Výuka
Katedra poskytuje vzdělaní ve všech stupních vysokoškolského studia:
- Závěrečnou část bakalářského studijního programu Fyzika v oboru Obecná fyzika — zaměření Fyzika povrchů a ionizovaných prostředí.
- Navazující magisterské studium v oboru Fyzika povrchů a ionizovaných prostředí, kde je možno volit dva užší směry – Fyzika povrchů a rozhraní a Fyzika plazmatu a ionizovaných prostředí.
- Doktorské studium v oborech:
  - Fyzika plazmatu a ionizovaných prostředí
  - Fyzika povrchů a rozhraní
  - Fyzika nanostruktur a nanomateriálů

Zejména v doktorských programech katedra úzce spolupracuje s pracovišti Akademie věd ČR, v.v.i., konkrétně s Ústavem fyziky plazmatu, Ústavem fyziky atmosféry, Fyzikálním ústavem, Ústavem fyzikální chemie J. Heyrovského, Astronomickým ústavem a Ústavem fotoniky a elektroniky.

## Historie katedry
Od školního roku 1952/1953 se studium matematiky a fyziky na Univerzitě Karlově soustředilo do nové Matematicko-fyzikální fakulty. V roce 1953 se oddělila od Katedry fyziky nová Katedra vysoké frekvence a vakuové techniky. Název Katedra elektroniky a vakuové fyziky získala až v roce 1959/1960. Zřízena byla z popudu vládní komise vedené Dr. Goldschmiedem. Důvodem byl zájem vojenského výzkumu a vývoje o výchovu mladých odborníků zaměřených hlavně na problémy související s generování vysokofrekvenčního elektromagnetického záření. Pro funkci vedoucího této nové katedry byl získán Prof. Dr. Vilém Kunzl, který tehdy působil na Přírodovědecké fakultě Komenského univerzity v Bratislavě, kam brzy po konci světové války přešel s úkolem položit základy katedře fyziky. Prof. Kunzl byl žákem a spolupracovníkem Prof. Václava Dolejška (1895–1945) a měl zkušenosti s vakuovou experimentální metodikou jako experimentátor v oboru spektrometrie Roentgenova záření. Tajemnicí nové katedry byla jmenována odborná asistentka Jiřina Vejvodová. Poněvadž Prof. Kunzl se nemohl ihned vyvázat ze svých povinností v Bratislavě a do Prahy déle než rok z Bratislavy dojížděl, zastupoval jej další člen katedry Dr. Čestmír Muzikář, pozdější profesor teoretické fyziky. Asistenti Vítězslav Veselý a Emil Vrchovecký působili na katedře jen krátce, odešli na jiná pracoviště. V roce 1954 nastoupila odborná asistentka Ludmila Eckertová, která se vrátila ze studia v Moskvě, kde získala kvalifikaci kandidáta věd, a asistent Libor Pátý, který právě ukončil studium. Katedra požadovala dále pomocné pracovníky — laboranta, vakuového skláře a radiomechanika. Pro nízké platy ve školství bylo velmi obtížné tyto pracovníky získat. První z nich nastoupil pan František Mužík, bývalý laborant Spektroskopického ústavu vedeného Prof. V. Dolejškem. Jemu katedra vděčí za první práce spojené s vybavováním laboratoří.

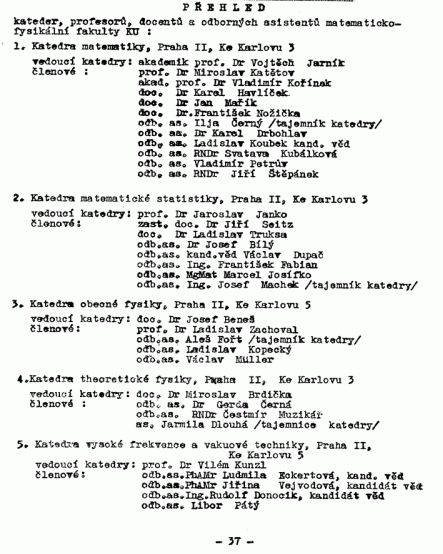
Historická Karolínka s uvedenou novou katedrou.

Katedra získala prostory v přízemí západní části budovy Fysikálního ústavu (nyní budova Ke Karlovu 5) sousedící s pracovnou profesora. Shodou okolností to byla místnost, v níž v předválečném období pracoval Prof. Dolejšek. Snad toto umístění přispělo ke snaze Prof. Kunzla obnovit duch Spektroskopického ústavu vyznačený pospolitostí všech pracovníků, přátelským a demokratickým ovzduším.
V té době přecházelo tehdejší čtyřleté studium na Matematicko-fyzikální fakultě na pětileté s tím, že poslední dva roky studia obstará katedra svými kurzovními a výběrovými přednáškami, semináři, praktiky, laboratorními a diplomovými pracemi sama. Katedra vytvářela svůj odborný profil především v kontextu s touto výukovou povinností. Byla urychleně budována praktika vysoké frekvence a vakuové techniky. Stavba čtyř skleněných vakuových aparatur by byla neproveditelná bez pomoci externího skláře Jiřího Moce, zaměstnance tehdy nově zřízené Laboratoře experimentální a teoretické fyziky Čs. akademie věd, která užívala v budově Fysikálního ústavu některé laboratoře. Potíže s experimentálním vybavením byly tehdy veliké. Po válce byl obecný nedostatek čehokoliv — například vodičů, nejelementárnějších elektrotechnických součástek a materiálů. Určitou pomocí byly sklady zbylých součástek a materiálů po německé armádě, v nichž měly vysoké školy přednostní právo se zásobit.
I když se situace díky obnovované výrobě postupně lepšila, potíže v získávání materiálů, součástek a přístrojů trvaly dále, poněvadž každou drobnost bylo nutno s více než ročním předstihem nejprve "plánovat". Toto plánování bylo postrachem pro pracovníky katedry, kteří s ním ztráceli mnoho času. Jak byl pak postupně plánovaný materiál dodáván, bylo nutno jej skladovat, plnit skříně v laboratořích a na chodbách a teprve po letech, pomocí těchto "katedrových" skladů, zajišťovat práci posluchačů, diplomantů a vědeckou práci.
První přednášky katedry byly tyto: Kinetická teorie plynů, Výboje v plynech, Spektroskopie (Kunzl), Technologie vakuových materiálů (W. Espe), Elektronová optika (Vejvodová), Emise elektronů, Teoretická elektrotechnika (Eckertová) a Vybrané partie z fyziky vysokého vakua (Pátý).
V roce 1955 začala katedra pořádat zásluhou L. Eckertové Seminář vysoké frekvence a vakuové techniky, na němž referovali o svých pracích, kromě pracovníků katedry, pracovníci výzkumných ústavů, akademie a též příležitostní zahraniční hosté. Po dlouhá léta se těšil hojné účasti učitelů a posluchačů fakulty, ale i mimofakultních odborníků. Kurzovní přednášky byly obohaceny o Radiofyziku (L. Pekárek z ČSAV) a Teorie centimetrových vln (R. Donocik z Výzkumného ústavu sdělovací techniky).
Začala se postupně rozvíjet i vědecká práce katedry, byly prezentovány první vědecké publikace. Hmotná a personální tíseň poněkud polevila, když v roce 1956 vláda vyslovila podporu vědecké práce. Přínosem pro vědeckou práci byla i rozvíjející se spolupráce s ústavy akademie (s nově zřízeným Fyzikálním ústavem, Ústavem technické fyziky a "rezortním" Výzkumným ústavem vakuové elektrotechniky).

## Vedoucí katedry
1. prof. Vilém Kunzl (1953–1972)
2. doc. Jiřina Vejvodová (1972–1975)
3. prof. Miloš Šícha (1975–1990)
4. doc. Zdeněk Hájek (1990–1996)
5. prof. Zdeněk Němeček (1996–1999)
6. prof. Vladimír Matolín (1999–2007)
7. prof. Jana Šafránková (2007–2011)
8. prof. Vladimír Matolín (2011–2017) (podruhé)
9. doc. Jiří Pavlů (2017–dosud)

## Další významní zaměstnanci & absolventi
- prof. Libor Pátý
- prof. Ludmila Eckertová
- doc. Vladislav Malát